# Remember Me (TUBEの曲)
「Remember Me」（リメンバー・ミー）は1988年12月1日にCBS/SONY RECORDSから発売されたTUBEの8作目のシングル。規格品番はEP（07SH3147）CT（10WH3147）CD（10EH3147）。

## 概要
ジャケットのイラストはわたせせいぞうによるもの。
表題曲「Remember Me」は初めて前田亘輝が表題曲の作詞を担当、作曲は一時期TUBEのライヴ・サポートも務めた栗林誠一郎。編曲は翌年のアルバム『SUMMER CITY』で数曲の編曲に携わる明石昌夫。作曲の栗林誠一郎は渚のオールスターズで近藤房之助らとともに本曲を英語のボーカルを務める他、自身のアルバムでもセルフカバー。
表題曲「Remember Me」はシングル・アルバム共収録されているが前田の歌い方が若干異なる。アルバム・ヴァージョン等の表記はない。
「Miss You」はC/W初となる春畑道哉が作曲・編曲。作詞は前田。歌詞には「江ノ島」、「雄三通り」など湘南の具体的な地名が登場する。この楽曲はレコード、カセット、CDが廃盤になって以降、長い間アルバム未収録で入手困難な状況が続いたが、2025年5月10日に各配信サイトにてダウンロード配信及びサブスクリプション配信が行われた。
2000年4月12日リリース「Truth of Time」のカップリング曲に表題曲「Remember Me」英語ヴァージョンが収録され、同年4月17日にハワイのパラダイスレコードより発売された。TUBEが企画したグループ「TUBE with Friends」のシングル「SHA LA LA / Remember Me」にもA面として英語ヴァージョンが選曲された。

## 収録曲
| 全作詞: 前田亘輝。 |                 |           |            |          |      |
| #                  | タイトル        | 作詞      | 作曲       | 編曲     | 時間 |
| 1.                 | 「Remember Me」 | 前田亘輝  | 栗林誠一郎 | 明石昌夫 | 5:17 |
| 2.                 | 「Miss You」    | 前田亘輝  | 春畑道哉   | 春畑道哉 | 4:07 |
| 合計時間:          | 合計時間:       | 合計時間: | 合計時間:  | 9:24     |      |

| 全作詞: 前田亘輝。 |                                        |           |            |          |      |
| #                  | タイトル                               | 作詞      | 作曲       | 編曲     | 時間 |
| 1.                 | 「Remember Me」                        | 前田亘輝  | 栗林誠一郎 | 明石昌夫 | 5:17 |
| 2.                 | 「Remember Me (オリジナル・カラオケ)」 | 前田亘輝  | 栗林誠一郎 | 明石昌夫 | 5:17 |
| 3.                 | 「Miss You」                           | 前田亘輝  | 春畑道哉   | 春畑道哉 | 4:07 |
| 4.                 | 「Miss You (オリジナル・カラオケ)」    | 前田亘輝  | 春畑道哉   | 春畑道哉 | 4:07 |
| 合計時間:          | 合計時間:                              | 合計時間: | 合計時間:  | 18:48    |      |

## 収録アルバム
- REMEMBER ME （#1・表記無しアルバムバージョン）
- TUBEst (#1)
- Melodies & Memories （#1・リミックス）
- Best of TUBEst 〜All Time Best〜 (#1)
- 35年で35曲 “愛と友” 〜僕のMelody 君のために〜（#1、リミックス）
- All Singles TUBEst -Blue- (#1)

## タイアップ
Remember Me
- 銀座ジュエリーマキ「カメリアダイアモンド」CMソング